# Sa giông bụng đỏ Trung Quốc
Sa giông bụng đỏ Trung Quốc (danh pháp hai phần: Cynops orientalis) là một loài kỳ giông trong họ Kỳ giông. Loài này dài 6–10 cm và có màu đen với màu cam sáng ở phía bên bụng. Loài này thường được nuôi làm cảnh, thường bị nhầm lẫn với sa giông bụng đỏ Nhật (Cynops pyrrhogaster) do tương đồng về kích cỡ và màu sắc. C. orientalis thường có da mượt hơn và đuôi tròn hơn C. pyrrhogaster, và có các tuyến mang tai ít rõ ràng hơn.
Sa dông bụng đỏ Trung Quốc có độc tố nhẹ độc và bài tiết qua da của chúng.